# Заря (Лабинский район)
Заря — хутор в Лабинском районе Краснодарского края. Входит в Первосинюхинское сельское поселение.

## География
Расположен на левом берегу Синюхи между местами впадения рек Грязнуха и Грязнуха 2-я. Находится в 32 км к востоку от Лабинска и в 41 км к югу от Армавира.

Улицы: Набережная, Свободы.
| 2002 | 2010 |
| ---- | ---- |
| 136  | ↘82  |

## Население
| 2002 | 2010 |
| ---- | ---- |
| 136  | ↘82  |